# سکسی (شهر باستانی)
سکسی (Punic: ṢKṢ) مستعمره فنیقی‌ها در محل کنونی آلمونیکار در جنوب شرقی اسپانیا در سواحل مدیترانه بود. نامهای دیگر فنیقی ای این شهر در لاتین عبارتند از Secks, Seks, Sex, Eks, Seksi و Sexsi. اطلس‌ها و نقشه‌های دنیای باستان، Sexi باستان را با Almunécar مدرن یکجا نمایش می‌دهند.

## تاریخچه
این سکونتگاه باستانی فنیقی که اولین مراحل برپایی آن نامشخص است، در جنوب غربی سولوریوس مونس (رشته کوه مدرن سیرا نوادا) قرار داشت.
از سده‌های سوم تا دوم پیش از میلاد در این ناحیه، تعداد قابل توجهی از سکه‌هایی پیدا شده، که بسیاری خدای فنیکو-پونیکی ملقرت را در جلو و یک یا دو ماهی را در پشت آن نشان می‌دهند، که احتمالاً اشاره‌ای به اهمیت دریا و همچنین محصول اصلی این منطقه دارد.